# 佐藤秀孝
佐藤 秀孝（さとう ひでたか《しゅうこう》、1953年 - ）は、日本の仏教学者、僧侶。駒澤大学教授。新潟県の曹洞宗少林寺住職。

## 来歴
新潟県生れ。駒澤大学仏教学部卒業。同大学大学院文学研究科仏教学専攻修士課程修了。同博士後期課程満期退学。駒澤大学仏教学部禅学科教授。曹洞宗文化財調査委員会委員、大本山建長寺研究員、永平寺史料全書編纂委員会委員など歴任。新潟県十日町市曹洞宗少林寺住職
。
著書に「明峯素哲禅師の生涯」「道元思想大系 2 伝記篇 第2巻」など。

## 著書
- 「国立国会図書館」を参照

### 論文
- CiNii>佐藤秀孝